# Sef Gonzales
Sef Gonzales (* 16. September 1980) ist ein Australier aus den Philippinen, der vom Obersten Gerichtshof von New South Wales zu lebenslanger Haft verurteilt wurde, weil er im Juli 2001 seinen Vater Teodoro „Teddy“ Gonzales im Alter von 46 Jahren, seine Mutter Mary Loiva Gonzales im Alter von 43 Jahren und seine Schwester Clodine Gonzales im Alter von 18 Jahren in Sydney, Australien, ermordet hatte. Infolge der Bekanntheit des Verkaufs des Hauses, in dem sich die Verbrechen ereigneten, verbot die Regierung von New South Wales, Informationen über die Geschichte einer Immobilie zu verschweigen.

## Hintergrundinformationen
Sef Gonzales wurde 1980 in Baguio, Benguet, Philippinen als Sohn des Anwalts Teddy Gonzales und seiner Frau Loiva geboren, die 1977 geheiratet hatten. Im Jahr 1983 wurde seine Schwester Clodine geboren. Nachdem das Luzon-Erdbeben 1990 das Haus und das Geschäft der Familie, ein neu erbautes 40-Zimmer-Hotel, zerstört hatte (aus dem Gonzales von seinem Vater aus den Trümmern gerettet wurde), wanderte die Familie nach Australien aus. Die Familie ließ sich in Sydney nieder, und in den späten 1990er Jahren hatte Teddy sich zum Anwalt umschulen lassen, eine erfolgreiche Anwaltskanzlei gegründet, begann als Einwanderungsanwalt zu arbeiten und kaufte ein Grundstück in North Ryde.
Die Familie schien eng verbunden zu sein: Die Eltern waren jedoch gläubige Katholiken, die als „Tiger-Eltern“ große Hoffnungen und strenge Erwartungen an ihre Kinder hatten. Insbesondere hatten sie gehofft, ihr Sohn würde gute akademische Leistungen erbringen, seine musikalischen und gesanglichen Ambitionen aufgeben und eine Karriere als Arzt oder Jurist einschlagen. Nach dem Besuch der Parramatta Marist High School studierte Gonzales Medizin an der University of New South Wales, brach das Studium aber nach zwei Jahren ab. Anschließend schrieb er sich an der Macquarie University für Jura ein. Da er in seinen Kursen schlecht abschnitt und ihm der Rauswurf drohte, versuchte Gonzales, sein Versagen zu vertuschen, indem er seine Noten fälschte. Als seine Schwester dies seinen Eltern offenbarte, drohten sie, ihm bestimmte Privilegien zu entziehen, wie z. B. die Nutzung seines geliebten Autos, eines grünen Ford Festiva. Gonzales stritt sich auch mit seiner Mutter wegen einer Freundin, die sie missbilligte, und seine Familie drohte, ihn zu enterben. Dies und Gonzales Wunsch, das Vermögen der Familie zu erben, wurden später von der Polizei als Motiv für die Tötung seiner Familie festgestellt.

## Die Morde
Am 10. Juli 2001 verließ Gonzales gegen 16:00 Uhr die Anwaltskanzlei der Familie, in der er in Teilzeit arbeitete, und begab sich zum Haus der Familie. Gegen 16:30 Uhr, bewaffnet mit einem Baseballschläger aus seinem Auto und mit zwei Küchenmessern aus einem Messerblock in der Küche, betrat er Clodines Schlafzimmer und griff sie an, während sie lernte. Dort drückte er ihr den Hals zu, während er versuchte, sie zu erwürgen, schlug ihr mindestens sechsmal mit dem Baseballschläger auf den Kopf und stach dann mehrfach mit dem kleineren der beiden Messer auf sie ein. Die Todesursache von Clodine war eine Kombination aus dem Zusammendrücken ihres Halses, stumpfen Kopfverletzungen und Stichverletzungen im Bauchbereich. Gonzales wartete dann, bis Loiva gegen 17:30 Uhr nach Hause kam. Nachdem er das Haus betreten hatte, griff Gonzales sie mit einem der Küchenmesser im Wohn-/Esszimmer an. Gonzales fügte ihr mehrere Stich- und Schnittwunden im Gesicht, am Hals, in der Brust und im Unterleib zu. Ihre Luftröhre wurde dann postmortal vollständig durchtrennt.
Gegen 18:00 Uhr besuchte Gonzales Tante mütterlicherseits das Haus. Sie bemerkte die Autos ihres Neffen und ihrer Schwester in der Einfahrt, aber das Haus war dunkel und ungewöhnlich ruhig (vor allem, weil die Familie sechs kleine Hunde im Haus hielt). Als sie ins Haus schaute, bemerkte sie eine Bewegung und verließ es mit ihrem Sohn, nachdem sie beschlossen hatte, nicht über die Garage einzutreten. Teddy kam dann gegen 18:50 Uhr nach Hause. Nachdem er das Haus betreten hatte, griff Gonzales ihn mit einem der Küchenmesser an und fügte ihm mehrere Stichwunden an Hals, Brust, Rücken und Bauch zu. Eine der Stichwunden durchdrang seine rechte Lunge, eine andere sein Herz und eine weitere durchtrennte teilweise sein Rückenmark. Teddy erlitt Abwehrverletzungen, was darauf hindeutet, dass es einen Kampf gab.
Nachdem er seine Familie umgebracht hatte, entsorgte Gonzales die Mordwaffen sowie die Kleidung und die Laufschuhe in Größe 37, die er zum Zeitpunkt der Morde trug. Er duschte, zog sich um und sprühte die Worte „Fuck off Asians“ an eine Wand im Haus, um der ermittelnden Polizei vorzugaukeln, dass seine Familie Opfer eines Hassverbrechens geworden war. Gonzales fuhr dann zum Haus eines Freundes und kam dort gegen 20:00 Uhr an. Die beiden fuhren dann in das Stadtzentrum von Sydney, wo sie im Planet Hollywood aßen und eine nahegelegene Videospielhalle besuchten. Später am Abend, nachdem er seinen Freund abgesetzt hatte, kehrte Gonzales nach Hause zurück. Um 23:48 Uhr rief er den Rettungsdienst an, um mitzuteilen, dass er die Leichen entdeckt hatte. Gonzales war auch verzweifelt zum Haus seiner Nachbarn gelaufen und hatte ihnen erzählt, dass seine Eltern erschossen worden waren.

## Ermittlungen
In den Tagen nach den Morden trat Gonzales im Fernsehen auf und forderte die Mörder auf, sich zu melden. Er sagte, er wolle Gerechtigkeit und setzte eine Belohnung von 100.000 Dollar aus. Ein paar Tage nach dem Mord besuchte Gonzales den Buchhalter der Familie und erkundigte sich nach seinem Erbe (das in Australien auf 1,5 Millionen Dollar und auf den Philippinen auf 1,3 Millionen Dollar geschätzt wird). Als offensichtliches Opfer eines Verbrechens hatte er auch Anspruch auf eine Auszahlung von 15.000 Dollar. Gonzales zog daraufhin in eine Wohnung in Chatswood und leistete eine Anzahlung für einen Lexus im Wert von 173.000 Dollar, wobei er dem Autohaus mitteilte, dass er sein Erbe zur Bezahlung des Fahrzeugs verwenden würde. Bei der Verhandlung wurde auch behauptet, dass er die Autos seiner Eltern eintauschte und den Schmuck seiner Mutter verpfändete. Gonzales erzählte Verwandten auch, dass er einen Hirntumor habe und seine Patentante auf den Philippinen um 190.000 Dollar für die angebliche Operation gebeten habe, aber sie habe ihm kein Geld gegeben. Am 20. Juli hielt er bei der gemeinsamen Familienbeerdigung die Trauerrede und sang „One Sweet Day“, was einige Anwesende merkwürdig fanden.
Aufgrund der ersten Hinweise gingen die Ermittler der Polizei von New South Wales davon aus, dass die Morde Teil eines Raubüberfalls waren. Angesichts des fehlenden gewaltsamen Eindringens und trotz einiger oberflächlicher Durchsuchungen fehlte jedoch nichts von Wert, auch nicht das Bargeld im Besitz der Opfer. Auch wurde es angesichts der 3-stündigen Dauer der Verbrechen als unwahrscheinlich erachtet, dass die Diebe so lange im Haus bleiben würden. Nachdem die Polizei eine emotionale Abgehobenheit und viele Ungereimtheiten in Gonzales Geschichte bemerkt hatten, wie z. B. seine Behauptungen, eine Herz-Lungen-Wiederbelebung durchgeführt zu haben, und keine Beweise für irgendwelche Einbrecher, begann sie zu vermuten, dass er beteiligt war. An Gonzales Kleidung wurde zum Beispiel die gleiche Farbe gefunden, die auch in den Graffiti-Kritzeleien verwendet wurde, und ein Schuhkarton in seinem Zimmer passte zu den Schuhen, die bei dem Angriff verwendet wurden. Daraufhin wurden seine Internetaufzeichnungen durchsucht, seine Telefongespräche aufgezeichnet und er wurde von einem Undercover-Polizisten überwacht und befreundet.
Im Dezember 2001 konnte die Polizei Gonzales erstes Alibi widerlegen, dass er in seinem Auto in der Einfahrt gewartet hatte, bevor er in einen anderen Vorort fuhr und sich später in der Mordnacht mit seinem Freund traf. Gonzales konstruierte daraufhin ein zweites Alibi, in dem er behauptete, er sei mit einem Taxi gefahren (da sein Auto möglicherweise erkannt wurde) und habe zum Zeitpunkt der Morde ein Bordell besucht, was jedoch sowohl von dem angeblichen Taxifahrer als auch von der Sexarbeiterin widerlegt wurde. Andere falsche Fährten beinhalteten die Fälschung einer E-Mail, die einen Geschäftskonkurrenten von Teddy in die Morde verwickelte, und die Inszenierung eines versuchten Einbruchs am 30. Mai. Ein Durchbruch kam, als sein Fingerabdruck mit einer Reihe von Briefe zu Produktvergiftungen in Verbindung gebracht wurde, die mit Adressensuchen auf seinem PC übereinstimmten. Andere Beweise deuteten darauf hin, dass er sich mit Giften beschäftigte, giftige Pflanzensamen bestellte und in letzter Zeit unerklärliche vergiftungsähnliche Krankheiten in seiner Familie auftraten. Am 13. Juni 2002 wurde Gonzales von Detektiven der Strike Force Tawas verhaftet.

## Gerichtsverfahren
Gonzales wurde wegen dreifachen Mordes und eines Falles von drohender Produktverunreinigung angeklagt. Ihm wurde eine Kaution verweigert und er wurde im Silverwater Correctional Centre in Untersuchungshaft gehalten. Während dieser Zeit wurde ihm der Zugriff auf das Vermögen der Familie verweigert, um seine Verteidigung zu finanzieren, und er beantragte Prozesskostenhilfe für den Mordprozess, der im April und Mai 2004 stattfand. Der von Mark Tedeschi geführte Prozess enthüllte, dass Gonzales die Morde mehrere Monate lang geplant hatte, bevor sie stattfanden. Zunächst recherchierte Gonzales die Idee, seine Familie zu vergiften, was zu einem ausgeklügelten Kontaminations-Hoax eine Woche vor den Morden führte. Das Gericht hörte von zahlreichen Lügen gegenüber seinen Freunden, seiner Familie und der Polizei bezüglich seines Aufenthaltsortes zum Zeitpunkt der Morde, was darauf hindeutet, dass Gonzales ein pathologischer Lügner war. Es wurde festgestellt, dass er die Morde begangen hatte, weil er befürchtete, dass seine Eltern ihm aufgrund seiner schlechten Leistungen im Studium sein Auto wegnehmen und andere Privilegien, die ihm gewährt worden waren, entziehen könnten, und dass er der alleinige Nutznießer des Vermögens seiner Eltern sein wollte.
Am 20. Mai 2004 wurde er in allen vier Anklagepunkten für schuldig befunden. Er wurde am 17. September 2004 zu dreimal lebenslänglich ohne Bewährung für die Morde verurteilt. Richter Bruce James bemerkte: „Ich bin der Ansicht, dass die Morde Merkmale von sehr großer Abscheulichkeit aufweisen und dass es keine Fakten gibt, die die objektive Schwere der Morde mildern, und daher fallen die Morde in die schlimmste Kategorie von Mordfällen nach allgemeinem Recht.“ Im Juni 2007 wurde Gonzales die Zulassung der Berufung gegen seine Verurteilung und sein Urteil gewährt. Der Oberste Gerichtshof entschied, dass Aussagen, die von Gonzales in der Nacht der Morde von der Polizei gemacht wurden, möglicherweise unzulässig sind, da er nicht verwarnt wurde. Am 27. November 2007 wurde die Berufung abgewiesen, da es keinen Justizirrtum gegeben hatte, und seine Verurteilung blieb bestehen. Ab 2020 verbüßt Gonzales weiterhin seine Strafe im Goulburn Correctional Centre, wo er weiterhin seine Unschuld beteuert.

## Hausverkauf
Das Haus in North Ryde, das sich in der Collins Street 6 befindet und von den Gonzales im Jahr 2000 gebaut wurde, wurde kurz nach den Morden auf den Markt gebracht, blieb aber aufgrund seiner Berühmtheit drei Jahre lang unverkauft. Der letztendliche Verkauf löste im Oktober 2004 eine Kontroverse aus, als die Kaufinteressenten, ein Ehepaar aus Taiwan, sich bereit erklärten, das Haus zu kaufen. Allerdings waren sie vom Maklerbüro LJ Hooker nicht über die Ereignisse informiert worden, die sich dort zugetragen hatten, sondern erfuhren sie erst aus der Zeitung. LJ Hooker weigerte sich zunächst, den Verkauf rückgängig zu machen, da sie keine gesetzliche Verpflichtung zur Offenlegung hatten, erstattete den Käufern aber schließlich die Anzahlung von 80.000 $ aufgrund der schlechten Publicity, die dadurch verursacht wurde. Das Unternehmen wurde außerdem vom NSW Office of Fair Trading mit einer Geldstrafe von 21.000 $ belegt. Nach diesem Vorfall verbot die Regierung von New South Wales das „Verschweigen von Informationen, die einen erheblichen Einfluss auf den Wert einer Immobilie haben könnten“. Im November 2005 wurde das Haus für 720.000 $ (80.000 $ weniger als der vorherige Preis) an einen Käufer verkauft, der über die Geschichte des Hauses informiert war.